# 홍동은
홍동은(洪東銀, 1935년 4월 1일 ~ 현재)은 대한민국의 영화 배우 겸 분장사이다.

## 생애
홍동은은 1954년에 연극배우 첫 데뷔하였다. 1960년대 들어 영화산업이 부흥하면서 자연스럽게 영화계로 옮겨왔다. 영화에 단역배우로 출연했으나 왜소한 체격과 연기력 부족으로 배우로 성공하기 힘들 거란 판단을 하에 극단 친구의 권유로 분장을 시작했다(한국영상자료원).
국내 최초의 분장사인 정철의 문하에서 분장수업을 받았다. 정철 역시 배우 출신이었다. 이 시기에는 배우가 분장사를 하는 경우가 많았다(박수명). 분장사로 참여한 영화에 단역 배우로 출연하기도 했다. <망부석>(1963)에서 분장 스태프로 처음 크레딧에 이름을 올린 이후 70여 편의 영화에서 분장을 담당했다. 2001년 제38회 대종상 영화제에서 <서편제>(1993)의 분장으로 특별기술상을 수상했다.

## 영화 작품

### 출연
- 상감마마 미워요 (1967년)
- 난파선 (1973년)
- 아내 (1976년)
- 옥례기 (1977년)
- 임진란과 계월향(임진왜란과 계월향) (1977)
- 진아의 벌레먹은 장미 (1982년)
- 안개마을 (1982년)
- 불의 딸 (1983년)
- 날개달린 녀석들 (1985년)
- 호걸춘풍 (1987년)
- 뽕 2 (1988년)
- 장군의 아들 (1990년)
- 꼭지딴 (1990년)
- 청송으로 가는 길 (1990년)
- 선유락 (1993년) - 마을사람1
- 우연한 여행 (1994년) - 농촌 할아버지 역
- 금홍아 금홍아 (1995년) - 사진사 역
- 창(노는계집 창) (1997년)
- 춘향뎐 (2000년) - 남원 백성 역

### 분장
- 망부석 (1963년)
- 십년세도 (1964년)
- 태양은 다시 뜬다 (1966년)
- 요화 장희빈 (1968년)
- 랑 (1968년)
- 필살의 검 (1969년)
- 꽃네 (1969년)
- 전하 어디로 가시나이까 (1969년)
- 개구장이 도련님 (1969년)
- 복수의 마검 (1970년)
- 케이라스의 황금 (1971년)
- 우리강산 차차차 (1971년)
- 난파선 (1973년)
- 수절 (1973년)
- 남사당 (1974년)
- 낭자한 (1974년)
- 돌아온 팔도강산 (1976년)
- 국제경찰(Interpol) (1976년)
- 임진란과 계월향(임진왜란과 계월향) (1977년)
- 난중일기 (1977년)
- 율곡과 신사임당 (1978년)
- 족보 (1978년)
- 비련의 홍살문 (1978년)
- 밤의 찬가 (1979년)
- 심봤다 (1979년)
- 달려라 만석아 (1979년)
- 무림오걸 (1979년)
- 사문의 승객 (1979년)
- 귀화산장 (1980년)
- 뻐꾸기도 밤에 우는가 (1980년)
- 매권 (1980년)
- 사후세계 (1981년)
- 소림신방 (1982년)
- 아벤고 공수군단 (1982년)
- 원한의 공동묘지 (1983년)
- 이 한몸 돌이 되어 (1983년)
- 불의 딸 (1983년)
- 흐르는 강물을 어찌 막으랴 (1984년)
- 자녀목 (1984년)
- 그 해 겨울은 따뜻했네 (1984년)
- 초대받은 성웅들 (1984년)
- 대학별곡 (1985년)
- 뽕 (1985년)
- 유리의 성 (1985년)
- 어우동 (1985년)
- 돌아이 (1985년)
- 아다다 (1987년)
- 연산일기 (1987년)
- 성춘향 (1987년)
- 호걸춘풍 (1987년)
- 레테의 연가 (1987년)
- 깜동 (1988년)
- 카멜레온의 시 (1988년)
- 업 (1988년)
- 어른들은 몰라요 (1988)
- 근신 (1988년)
- 그후로도 오랫동안 (1989년)
- 장군의 아들 (1990년)
- 꼭지딴 (1990년)
- 꿈 (1990년)
- 청송으로 가는 길 (1990년)
- 잿빛 사랑노트 (1990년)
- 장군의 아들 2 (1991년)
- 개벽 (1991년) - 분장
- 사랑과 죽음의 메아리 (1991년)
- 뽕밭 나그네 (1991년)
- 사랑과 죽음의 메아리 2부 (1991년)
- 변금련 (1991년)
- 경마장 가는 길 (1991년)
- 김의 전쟁 (1992년)
- 장군의 아들 3 (1992년)
- 땅끝에 선 연인 (1992년)
- 서편제 (1993년)
- 태백산맥 (1994년) - 분장
- 금홍아 금홍아 (1995년)
- 축제 (1996년)
- 창(노는계집 창) (1997년)
- 춘향뎐 (2000년)

## 수상
- 2001년 제38회 대종상 영화제 : 특별기술상(분장)